# Nucet (gmina)
Nucet – gmina w południowej Rumunii, administracyjnie należąca do okręgu Dymbowica.
W skład gminy wchodzą 3 miejscowości: Cazaci, Ilfoveni i Nucet. Według stanu na rok 2011 liczyła 4057 mieszkańców, zaś w roku 2021 jej liczebność wynosiła 3995 mieszkańców.